# Olof Simon Rydberg
Olof Simon Rydberg, född den 28 december 1822 på Cedersdal i Stockholm, död 17 mars 1899 i Stockholm, var ett svenskt kansliråd och historieförfattare.
Rydberg studerade vid Uppsala universitet och blev extra ordinarie kanslist vid Civildepartementet och Kommerskollegium år 1856. År 1868 blev han protokollsekreterare vid Hovexpeditionen, år 1881 arkivarie vid Utrikesdepartementet och kansliråd vid Kunglig Majestäts kansli år 1885.
Rydberg blev filosofie hedersdoktor i Köpenhamn år 1879, ledamot av Kungliga Samfundet för utgivande av handskrifter rörande Skandinaviens historia år 1873 och ledamot av Kungliga Vitterhets Historie och Antikvitets Akademien år 1881.